# Kim Mortensen
Kim Mortensen (født 3. januar 1964) er dansk tidligere højskoleforstander og folketingspolitiker fra Socialdemokratiet. Han har siden 1. september 2011 været direktør for Dansk Fjernvarme.

## Biografi
Kim Mortensen er søn af den tidligere socialdemokratiske folketingsmand og minister Helge Mortensen, så han har ikke den politiske interesse fra fremmede. Han blev uddannet som elektriker i 1986 og arbejdede i dette erhverv de næste par år. I 1990 skiftede han imidlertid branche og blev amtskonsulent for AOF i Fyns Amt, efterfulgt i 1997 som forretningsfører for AOF i Odense.
Kim Mortensen blev forstander for Esbjerg Højskole i 1999 og i 2003 blev han opstillet som folketingskandidat for Socialdemokratiet i Esbjerg Bykredsen. Han blev valgt til Folketinget første gang ved folketingsvalget 8. februar 2005 og genvalgt ved folketingsvalget 13. november 2007.
Den 1. september 2011 blev han ansat som direktør for de danske fjernvarmeværkers interesseorganisation, Dansk Fjernvarme og forlod dermed Folketinget ved valget i september 2011.
Kim Mortensen er gift med Kamma Eilschou Holm[kilde mangler] og bor i København. Han har to børn, Maria og Mathilde.